# Рінтельн
Рінтельн (нім. Rinteln) — місто в Німеччині, розташоване в землі Нижня Саксонія. Входить до складу району Шаумбург.
Площа — 109 км2. Населення становить 25 380 ос. (станом на 31 грудня 2021).